# Begraafplaats van Aalbeke
De Begraafplaats van Aalbeke is een gemeentelijke begraafplaats in het Belgische dorp Aalbeke, een deelgemeente van Kortrijk. Ze ligt langs de Ledeganckstraat op 260 m ten noorden van het dorpscentrum (Sint-Corneliuskerk).

## Brits oorlogsgraf
Op de begraafplaats ligt het graf van de Britse soldaat J. Thow. Hij diende bij de Gordon Highlanders en was slechts 18 jaar toen hij sneuvelde op 19 oktober 1918. Zijn graf wordt onderhouden door de Commonwealth War Graves Commission en is daar geregistreerd onder Aalbeke Communal Cemetery.